# It’s a Long Way to the Top (If You Wanna Rock ’n’ Roll)
It’s a Long Way to the Top (If You Wanna Rock ‘n’ Roll) – drugi singel australijskiej grupy hardrockowej AC/DC, pochodzący z jej drugiego albumu studyjnego T.N.T.
Utwór charakteryzuje połączenie dud, gitary elektrycznej, perkusji i gitary basowej. Obecny wokalista Brian Johnson nie wykonuje utworu ze względu na szacunek swego poprzednika. Teledysk do „It’s a Long Way to the Top (If You Wanna Rock ‘n’ Roll)”, nakręcony został 23 lutego 1976 w Melbourne, a jego reżyserem był Paul Drane. Wideo znajduje się na składance DVD Family Jewels z 2005, a wersja koncertowa piosenki na Plug Me In z 2007. Na żywo piosenkę wykonywano tylko w latach 1976–1979. Utwór ten obok m.in. „High Voltage” jest jednym z najpopularniejszych w dorobku zespołu.

## Wersja Nantucket
Jesienią 1980 roku ukazał się singel „It’s a Long Way to the Top”, promujący album Long Way to the Top southern-rockowego zespołu Nantucket. Utwór promował teledysk z udziałem mistrza w kulturystyce Mike'a Mentzera.